# 小林樟雄

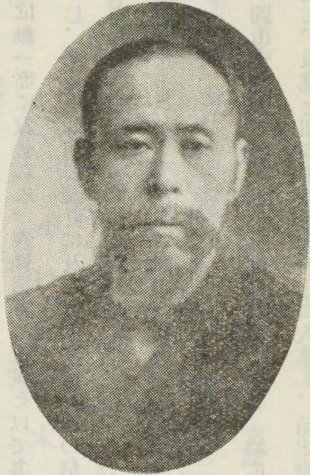
小林樟雄

小林 樟雄（こばやし くすお、安政3年9月16日（1856年10月14日） - 大正9年（1920年）4月7日）は、衆議院議員（自由党→立憲革新党）。

## 経歴
岡山城下船頭町（現在の岡山市北区）に岡山藩士小林材夫の子として生まれた。藩の兵学館と英仏普通学館で学んだ後、1871年（明治4年）から官立の京都仏学校でレオン・デュリーについて学んだ。その後、仏学校が廃止されてデュリーが開成学校に転任すると、デュリーに従って上京した。
その頃、板垣退助らが自由民権運動を始めるとこれに参加し、岡山で西毅一らとともに実行社、公衆社などの政社を組織して国会開設の請願を行った。1881年（明治14年）、国会開設の詔を受けて自由党が結成されると、その岡山支部として山陽自由党を結成した。また中国毎日新聞を創刊して社長となるが、政府の忌避するところとなり発禁処分に遭った。
1885年（明治18年）、大阪事件により逮捕されたが、1889年（明治22年）に憲法発布の特赦で釈放された。
1890年（明治23年）、第1回衆議院議員総選挙に出馬し、当選。合計で3期務めた。